# 다니가와 와타루
다니가와 와타루(일본어: 谷川 航, 1996년 7월 23일~)는 일본의 체조 선수이다. 2020년 하계 올림픽 남자 단체전에서 은메달, 2024년 하계 올림픽 남자 단체전에서 금메달을 획득했으며 2022년 세계 선수권 대회에서 개인종합 동메달을 획득했다.

## 개인사
동생인 가케루도 체조 선수이다.